# Vicenç Bort i Barbosa
Vicenç Bort i Barbosa   (Barcelona, 8 de juny de 1891 - Barcelona, 17 de desembre de 1976) fou un compositor barceloní.
Va estudiar harmonia i composició amb el mestre Esquerra i piano amb Damià Rius. Va viatjar per arreu d'Europa, especialment per Alemanya, fet que li va permetre aprendre alemany i la possibilitat de dur a terme una destacable tasca de traductor, com per exemple la de les Konzertführer, o guies temàtiques de la casa Breitoff. També va publicar diferents articles en revistes. L'any 1949 va ser director de la coral La Perla Sansense de Barcelona. De les seves obres es coneixen: 7 marxes militars, 50 sardanes per a cobla, 6 cors per a veus mixtes, Cançons catalanes i Te Deum.